# Kalavati Devi
Kalavati Devi (sinh 1965) là một thợ nề người Ấn Độ, từng đoạt giải thưởng tại một cuộc thi xây nhà vệ sinh ở Kanpur. Bà đã giúp thay đổi lối sinh hoạt của nhiều cộng đồng khác nhau bằng cách lắp đặt một nhà vệ sinh 50 chỗ ở cộng đồng của bà cùng các cộng đồng khác, hỗ trợ xây dựng 4.000 nhà vệ sinh cho phụ nữ và trẻ em. Năm 2019, bà được trao giải Nari Shakti Puraskar (giải thưởng cao quý nhất dành cho phụ nữ ở Ấn Độ).

## Cuộc sống
Devi sinh ra và lớn lên tại Sitapur. Năm 14 tuổi, bà đến Kanpur và kết hôn với một người đàn ông lớn hơn mình đến 4 tuổi. Chồng cô làm thợ cắt sàn cho một nhóm phi lợi nhuận có tên là Shramik Bharti.
Việc sinh sống ở Kanpur khiến bà cảm thấy ghê tởm với những người đại tiện ngoài đường. Bà từng nói đó là một "địa ngục sống" và có ý định cải thiện điều này. Nhận được sự ủng hộ của chồng, bà quyết định sẽ xây nhà vệ sinh trong khu vực của mình. Hai vợ chồng sau đó quyết định đến gặp những người ở nhóm Shramik Bharti. Những người này tỏ ra rất quan tâm đến ý tưởng xây dựng một nhà vệ sinh từ 10 đến 20 chỗ ngồi. Các tập đoàn địa phương sau đó cũng đã tiếp cận, ngỏ ý sẽ chi đến 200.000 rupee nếu bà có thể kiếm được khoản vốn 100.000. Nhờ sự cố gắng, nhiệt tình cộng với việc gây quỹ tốt cho ý tưởng, một nhà vệ sinh 50 chỗ ngồi đã ra đời.

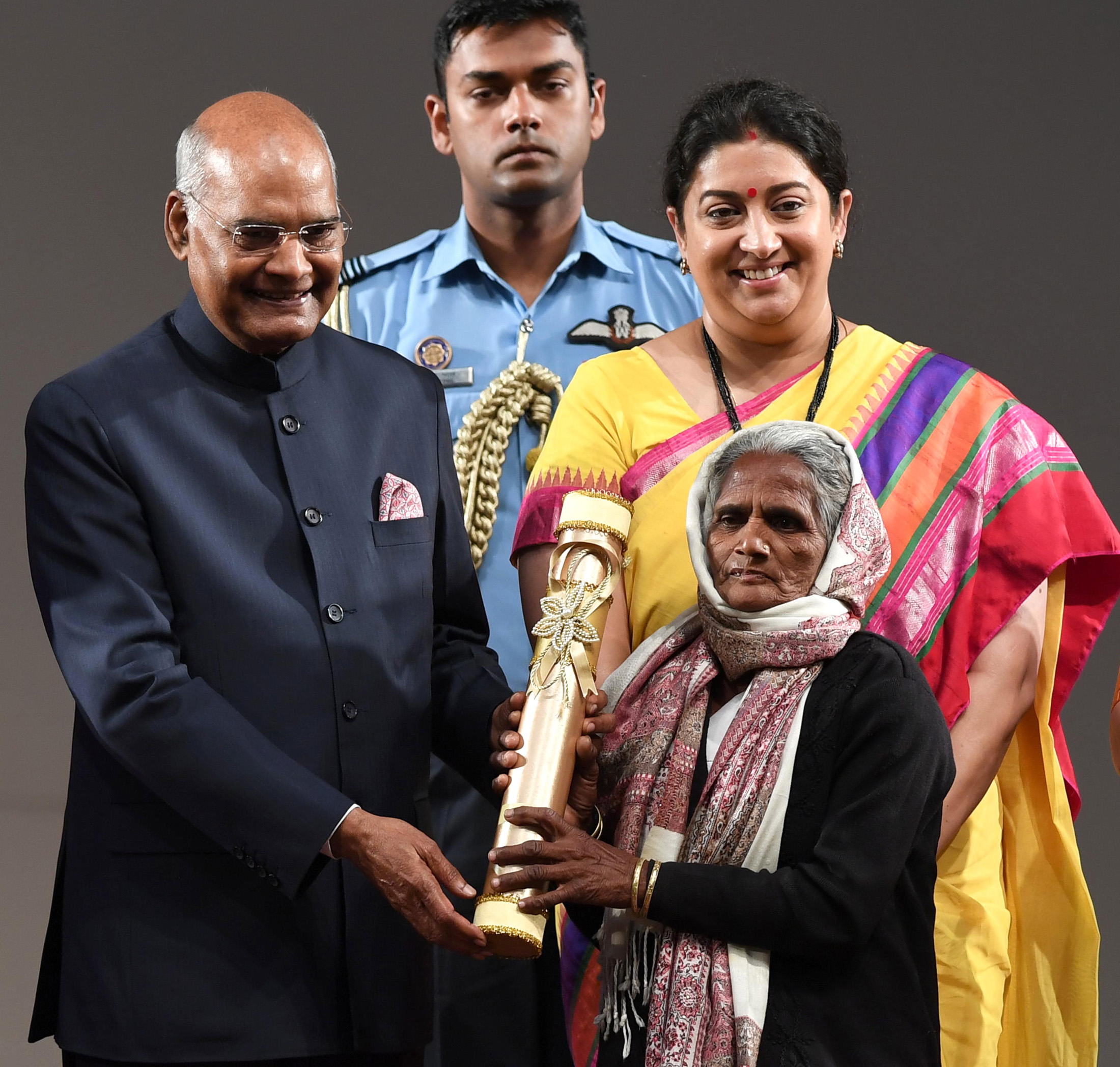
Tổng thống Ram Nath Kovind trao giải Nari Shakti Puraskar cho Devi

Tuy đã tìm thấy mục tiêu cho đời mình, nhưng hơn cả ý định gây quỹ cũng như tổ chức, bà chọn tự mình đứng ra đảm trách công việc thợ xây. Về phần Shramik Bharti, công ty này có nhiệm vụ tìm kiếm các nguồn quỹ để hỗ trợ đào tạo cho bà.
Việc người chồng và con rể của đều qua đời trút gánh nặng lên vai bà với tư cách là người làm công ăn lương duy nhất trong gia đình, bà phải gánh vác việc chu cấp cho con gái và hai người cháu. Năm 2015, bà đến làm việc tại thị trấn Rakhi Mandi, nơi 700 gia đình sống mà không có nhà vệ sinh. Devi đề nghị giúp đỡ và thuyết phục công ty WaterAid tài trợ cho việc xây dựng một số nhà vệ sinh. Tuy nhiên, cộng đồng địa phương không sẵn lòng trao đất hoặc quyên góp tài chính vì họ hài lòng với số phận cũng như e sợ phải có một chương trình nghị sự bí mật để đề nghị giúp đỡ, bất chấp các cống rãnh lộ thiên, trẻ em và người lớn phải đi vệ sinh trên đường phố và nhiều giai thoại về các cuộc tấn công và cưỡng hiếp. Vì thế, bà quyết định xây nhà vệ sinh. Trong thời gian ấy, bà phải đi bộ đến 5 km trong nhiều ngày trời, sau hai tuyến xe buýt trong điều kiện thời tiết đổ mưa để đến được chỗ xây dựng. 

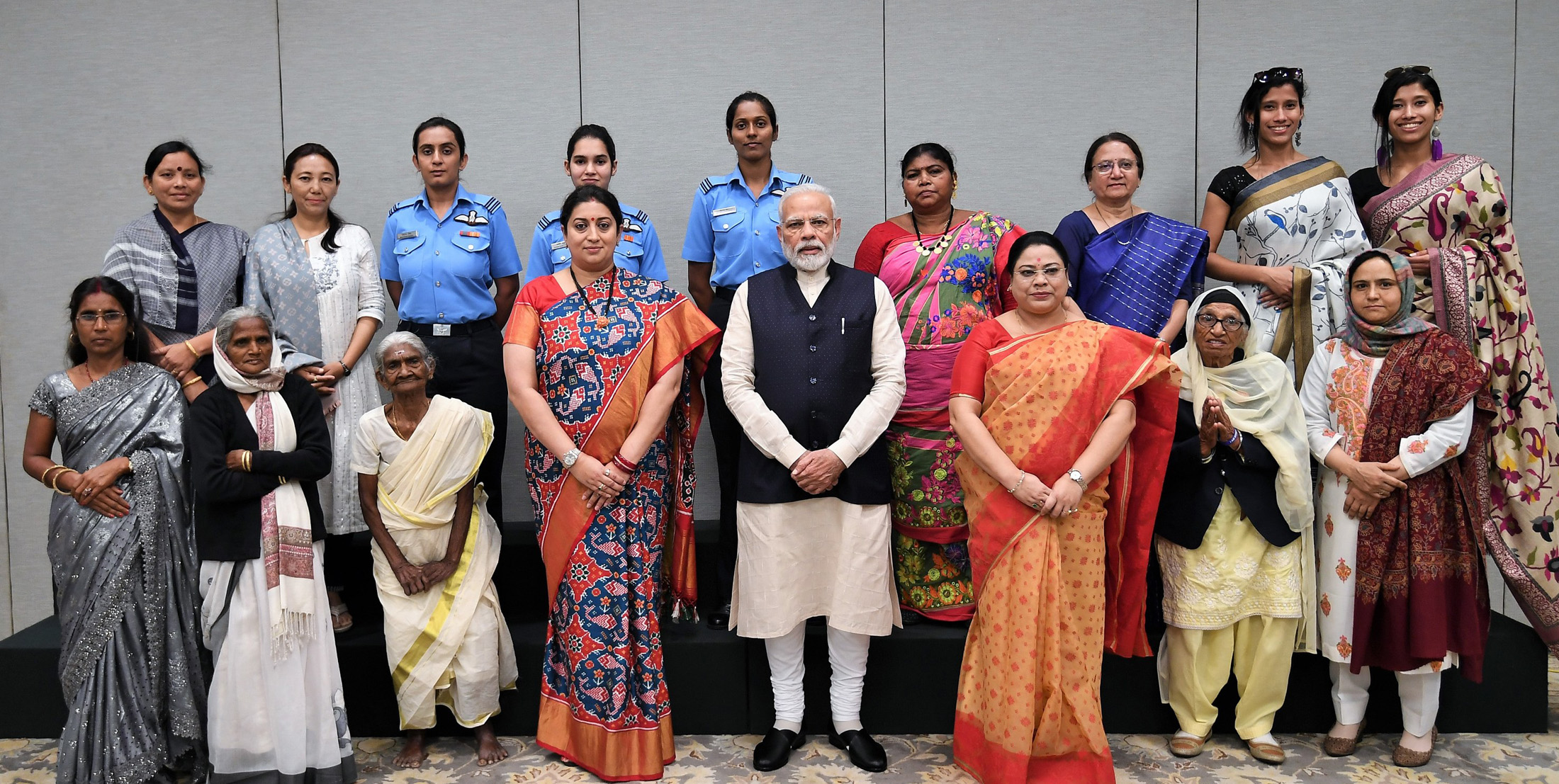
Thủ tướng Narendra Modi với người được trao giải thưởng Nari Shakti vào Ngày Quốc tế Phụ nữ năm 2020. Devi ở hàng trên cùng, thứ hai từ trái sang

Vào ngày Quốc tế Phụ nữ năm 2020, bà đã chiếm trọn trang Twitter cá nhân của Thủ tướng Ấn Độ, với dòng tweet "nhóm bảy người tuyệt vời. Tuy chỉ có bảy người xuất hiện trên đoạn tweet nhưng những người đoạt giải là Padala Bhudevi, Bina Devi, Arifa Jan, Chami Murmu, Nilza Wangmo, Rashmi Urdhwardeshe, Mann Kaur, Kaushiki Chakroborty, Avani Chaturvedi, Bhawanna Kanth, Mohana Singh Jitarwal, Bhageerathi Amma, Karthyayini Amma và bà. Công việc của bà cuối cùng cũng được ban thưởng xứng đáng khi Tổng thống Ram Nath Kovind trao cho cô giải thưởng Nari Shakti Puraskar. Giải thưởng này được trao đều đặn hằng năm vào Ngày Quốc tế Phụ nữ tại New Delhi.

## Lịch sử
Ngoài Kalavati Devi, trước đó một năm, một người phụ nữ khác là Sunita Devi cũng đã giành được giải thưởng tương tự cho công việc xây dựng nhà vệ sinh ở Jharkhand.